# Aeroportul Internațional Hodeida
Aeroportul Internațional Hodeida (IATA: HOD, ICAO: OYHD) este un aeroport din Al Hudaydah, Guvernoratul Al Hudaydah, Yemen ce deservește zona Al Hudaydah.
Situat la o altitudine de 12 m, aeroportul dispune de o singură pistă.